# 郭超群
郭超群(英語︰Henry Kwok Chiu-kwan)，前德信學校校長(2013年至2021年)，曾於明報撰寫專欄《君子之道》，形容自己「求知慾強，徜徉於教育、英國文學、藝術、正向心理學、犯罪心理學、管理學等不同的領域」。

## 教學生涯
郭超群-以課程發展主任加入德信學校，於2011年擔任德信學校副校長，並於2013年正式升任為該校校長。
郭超群於2018年1月13日獲得由「香港教育行政協會」頒發的「教育行政人員獎」，由曾鈺成頒獎。他曾於2018年5月中旬因在德信學校舉行六四祈禱會，而受傳媒訪問，表示他會指示老師「簡述事件的來龍去脈，包括事件起因、學生向政府發聲、政府派出軍隊、死傷人數等，亦會提及每年在維園舉行的紀念活動，其後為死難者默哀一分鐘。」在2019年下旬，郭超群在「民政事務局局長嘉許計劃」中獲得嘉許。

## 涉及貪污案

### 逮捕與指控
2021年6月，德信學校校長郭超群被停職。廉政公署於6月12日以涉嫌貪污為由，逮捕一名政府資助小學校長（後確認為郭超群）及勤舍學習中心負責人，二人被指洩露校內考試試卷。
2023年4月3日，廉署正式起訴郭超群公職人員行為失當罪，指控其：
- 隱瞞在勤舍學習中心的財務利益
- 於2017年向母親借款42萬港元用於該補習社運營
- 在2019-2021年間多次提前洩露考試題目給補習社董事彭詠嫺[6]

據報導，郭超群在被起訴當天試圖從羅湖口岸離境時被截獲，當時他報稱無業。

### 審判與定罪
2025年4月30日，區域法院法官謝沈智慧裁定：
- 郭超群1項公職人員行為失當罪成立
- 郭超群與彭詠嫺1項串謀觸犯公職人員行為失當罪成立

關鍵證據包括：
- WhatsApp記錄顯示郭傳送11份試題給彭，後者回覆"好幸福有你"
- 補習社教材與學校試題高度相似
- 郭未申報42萬港元補習社投資
- 兩人密切關係證據（共同旅遊、互有住所進出權等）

法官批評郭超群：
- 違反校長職責
- 令教育界蒙羞
- 明知利益衝突卻未申報

案件押後至2025年7月10日判刑，兩人保釋被撤。

### 案件影響
德信學校因此事件：
- 取消2021年涉事考試成績
- 獲教育局批准於同年9月重考核心科目
- 涉及小五呈分試等重要考試

廉署強調重視學校誠信管理，建議採用《學校管治與內部監控防貪錦囊》防範類似事件。
1. ↑  . 明報. 2023-4  [2023-04-09]. （原始内容存档于2023-04-13）.
2. ↑  .   [2024-03-11]. （原始内容存档于2024-03-11）.
3. ↑  . hket. 2018-05-30  [2024-03-14]. （原始内容存档于2024-03-14）.
4. ↑  . 明報. 2019-12-31  [2024-04-05]. （原始内容存档于2024-04-05）.
5. ↑  [https:勤舍學習中心//web.archive.org/web/20210925231227/https://www.hk01.com/突發/639618/ ] 请检查|archive-url=值 (帮助). 香港01. 2021-06-18  [2021-09-25]. （原始内容存档于2021-09-25）.
6. ↑  . 香港01. 2023-04-03  [2023-04-04]. （原始内容存档于2023-04-08）.
7. ↑  . TVB新聞.
8. ↑  . 星島頭條. 2024-06-24.
9. ↑   (新闻稿). 廉政公署. 2024-06-24.